# Ulla Sallert
Ulla Sallert, née le 27 mars 1923 à Stockholm et morte le 11 mai 2018, est une actrice et chanteuse suédoise.

## Biographie
Ulla Sallert est née à Stockholm et a étudié le chant à l'Académie royale de musique de Suède. Elle a fait ses débuts dans une opérette à l'Oscarsteatern en 1944, et elle est devenue l'une des plus importantes chanteuses d'opérette et chanteuses musicales en Suède dans les années 1950. Sallert faisait partie de la distribution originale de Ben Franklin in Paris (en); le rôle de Diane de Vobrillac a été écrit spécialement pour elle. Son dernier rôle était la Duchesse dans Me and My Girl (en), qu'elle a interprété plusieurs fois dans les années 2010.

## Filmographie (sélection)
- 1947 : Don't Give Up (film) (en)
- 1949 : The Key and the Ring
- 1976 : Hello Baby (en)
- 1990 : Nils Karlsson Pyssling : tante Hulda